# Alchemilla subtruncata
Alchemilla subtruncata é uma espécie de rosácea do gênero Alchemilla, pertencente à família Rosaceae.